# Міллер Максим Володимирович
Міллер Максим Володимирович (нар.22 грудня 1984 в місті Хмельницький, Українська РСР) - український дрифтер, голова Федерації дрифтингу в Україні, член міжнародного комітету з дрифту у Міжнародній автомобільній федерації (FIA), член правління фундації Everaid, чемпіон Східноєвропейського чемпіонату з дрифту EEDC.

## Життєпис
Народився 22 грудня 1984 року місті Хмельницький, Україна. 
Батько - Міллер Володимир Йосипович (інженер)
Мати - Івахова Ольга Дмитрівна (математик)
1990 року вступив у школу-ліцей №17, згодом перейшов до Інформатичної школи №2 у м.Хмельницький. Далі з родиною переїхав до Києва. 
2007 – організував дріфт співтовариство Ukrainian Drift Federation в Україні та провів перші офіційні дріфт-змагання у Києві за участю іноземних пілотів під назвою D1 Drift DAY.
2008 – зареєстрував понад 14 представництв Федерації Дріфту в областях України та очолив її. Федерація діє до сьогодні. А також провів як організатор перший змагальний сезон у країні, що складається з 3-х етапів.
2009-2013 – проводив Чемпіонат України з Дріфту, по 4 етапи на рік(UDC).
2012-2014 – був радником президента Автомобільної Федерації України (FAU).
2012 – пройшов навчання в Японії на суддю Міжнародного рівня в автомобільній дисципліні "дріфт" (школа Ebisu circuit by Team Orange).
2012 – пройшов навчання в Японії як гонщик у дисципліні дріфт (школа Ebisu circuit by Team Orange).
2013-2014 – заняв посаду керівника департаменту розвитку Автомобільної Федерації України (FAU).
2013-2015 – голова комітету з дріфту в автомобільній федерації України. 
2014-2016 – керівник відділу маркетингу в компанії STYLUS.ua
2015 – по сьогоднішній день проводить та виступає головним організатором United/Ukrainian Drift Challenge (найбільший автоспортивний івент в Україні, який щорічно відвідує від 6000 до 10000 чоловік і в якому бере участь висока кількість пілотів - від 40 до 60.
2016 – по сьогоднішній день – відкрив ресторан у м.Київ під назвою ROCKFELLOW 210
2017 – по сьогоднішній день – відкрив ресторан-терасу у центрі м.Київ під назвою TRAVA
2017 –  старт офіційної гоночної кар'єри як гонщика в дисципліні дріфт.
2022 – створив та зареєстрував благодійний фонд для допомоги Україні EVERAID.ua.
2021-2022 – член міжнародного комітету з дріфту у Міжнародній автомобільній федерації (FIA).

## Освіта
У 2007 році закінчив Інститут кіно та телебачення(КНУКІМ), режисер/звукорежисер, стаціонар(вища освіта), бакалавр,магістр.

## Нагороди

- 2017 – бронзовий призер України за версією DCU (Drift Competition of Ukraine)[17].
- 2017 – бронзовий призер Греції за версією MDC (Mediterranean Drift Challenge)[18].
- 2018 – срібний призер Ukrainian Drifting CUP[19][20].
- 2018 – чемпіон Східноєвропейського чемпіонату з дріфту EEDC[21].
- 2019 – дебют у Чемпіонаті Європи Drift Masters GP. Єдиний представник СНД[22].
- 2020 – бронзовий призер Чемпіонату України з дріфту[23][24][10].
- 2021 – бронзовий призер Міжнародного Кубку по дріфту FIA[25][26].
- 2021 – срібний призер етапу NEZ Drift by FIA у Білорусі.

## Особисте життя
Одружився 2011 року на Міллер Ділі Олегівній. У 2020 році у подружжя народився син Мілан Міллер.